# Алексеевка (Ужурский район)
Алексеевка — деревня в Ужурском районе Красноярского края России. Входит в состав Крутоярского сельсовета.

## География
Деревня расположена в 47 км к северу от районного центра Ужур.

## Население
| 2010 |
| ---- |
| 117  |